# Ryuzo Yanagimachi
Ryuzo Yanagimachi (27 de agosto de 1928-27 de septiembre de 2023) fue un científico japonés. Realizó contribuciones fundamentales para la comprensión del proceso de fecundación en los mamíferos. Fue pionero en técnicas clave de reproducción asistida tales como la fecundación in vitro o la inyección directa de espermatozoides en el citoplasma del ovocito, comúnmente conocida como Inyección Intracitoplasmática de Espermatozoides (ICSI), ambas ampliamente utilizadas hoy en día en las clínicas de infertilidad humana de todo el mundo. Fue también pionero en el campo de la clonación. En 1997 su laboratorio de la Universidad de Hawái en Manoa consiguió clonar ratones con éxito utilizando la técnica Honolulu. El primero fue una hembra llamada Cumulina, clonada a partir de las células que rodean el ovocito en el folículo ovárico del ratón.

## Sus inicios
Yanagimachi nació en Japón. Obtuvo el Grado de bachiller en zoología en 1952 y un Master de ciencias en embriología animal en 1960 en la Universidad de Hokkaidō. Fue profesor de Instituto durante un año porque no encontró trabajo como investigador.
Posteriormente, Yanagimachi solicitó una plaza postdoctoral con el Dr. MC Chang de la Fundación Worcester de Biología Experimental en Shrewsbury, Massachusetts. Obtuvo esta plaza y allí consiguió fecundar ovocitos de hámster "in vitro". Este trabajo sentó las bases para la técnica de fecundación in vitro de ovocitos humanos y de diferentes especies de mamíferos.
En 1964 regresó a la Universidad de Hokkaido como profesor temporal con la posibilidad de ser nombrado más adelante para una cátedra auxiliar. Sin embargo, fue otra persona la que obtuvo el puesto finalmente.
En 1966 Yanagimachi terminó en la Universidad de Hawái como profesor titular y llegó a ser catedrático de Anatomía, Bioquímica, Fisiología y Biología reproductiva en la Facultad de Medicina John A. Burns. Después de trabajar durante 38 años en la Universidad de Hawái, se retiró a finales de 2004 para convertirse en profesor emérito. Estaba casado con Hiroko, una psicóloga infantil que, como no pudo encontrar trabajo en su campo cuando llegaron a los EE.UU. por la barrera del idioma, comenzó a trabajar con los investigadores del laboratorio de Yanagimachi como microscopista electrónica.

## Clonación
En julio de 1998 el laboratorio de Yanagimachi publicó un artículo en Nature sobre la clonación de ratones a partir de células adultas. Yanagimachi llamó a la nueva técnica de clonación que había creado para realizar este trabajo la técnica Honolulu ("Honolulu technique"). Al primer ratón nacido lo llamaron Cumulina, debido a las células del cumulus cuyos núcleos usaron para clonarla. En el momento de la publicación de este artículo se han producido más de cincuenta ratones abarcando tres generaciones mediante esta técnica.
Este trabajo fue realizado por un equipo internacional de científicos denominado "equipo Yanagimachi" o "el equipo Yana". Este equipo incluyó como coautores a Teruhiko "Teru" Wakayama (también de nacionalidad japonesa), Anthony "Tony" Perry (Reino Unido), Maurizio Zuccotti (Italia), y K. R. Johnson (Estados Unidos).
El laboratorio de Yanagimachi se trasladó desde el almacén que lo había albergado durante más de treinta años al recién creado Instituto para la Investigación Biogenética, en la torre biomédica de la Facultad de Medicina John A. Burns. La financiación y el renombre obtenidos tras la publicación del artículo en Nature hicieron posible la creación del instituto.
El laboratorio Yanagimachi y sus socios iniciales continúan consiguiendo avances en clonación. El primer animal adulto macho clonado a partir de células adultas fue anunciado en 1999. En 2004, el laboratorio participó en la clonación de un ratón macho infértil. Este avance puede ser usado para producir numerosos animales estériles para su uso en la investigación sobre infertilidad humana.
Los ratones clonados mediante la técnica Honolulu fueron exhibidos en el Museo Bishop en Honolulu, Hawái, y en el Museo de Ciencia e Industria Museum of Science and Industry en Chicago, Illinois.

## Principales logros antes y después de 1960
Antes de comenzar su estudio sobre la fecundación en los mamíferos en 1960,  Yanagimachi estudió la fecundación en los peces (arenque) y la organización sexual de Rizocéfalos (barnaclesf parasitaria). En los peces, descubrió el movimiento quimiotáctico de los espermatozoides dependiente de calcio en el micropilo a través del cual el espermatozoide fecundante entra en el óvulo. En Rhizocephala, encontró que los adultos no son hermafroditas como se pensaba hasta el momento, sino bisexuales. El llamado "testículo" en un animal adulto es un receptáculo de células de las larvas machos. Este descubrimiento revolucionó los estudios biológicos de Rizocéfalos y animales relacionados.
Su principal trabajo desde 1960 ha sido el análisis del proceso y el mecanismo de la fecundación natural en mamíferos y el desarrollo de tecnologías de fecundación asistida. El artículo de revisión de Yanagimachi "Fecundación en mamíferos" publicado en 1994 (en: Fisiología de la Reproducción, Knobil y Neill eds, Raven Press) es un clásico. Su grupo fue pionero en la inyección intracitoplasmática de espermatozoides que supera muchas formas de infertilidad masculina. Ellos fueron los primeros en producir crías normales (ratón) utilizando células pre-espermáticas como espermátidas y espermatocitos redondeados, así como espermatozoides liofilizados. 

## Premios y honores
- Premio de la Sociedad de Zoología,Japón, 1977
- Premio de Investigación, Sociedad para el Estudio de la Reproducción, EE. UU.,1982
- Medalla por la Excelencia en Investigación de los Regentes de la Universidad de Hawái, EE. UU.,1988
- Premio de Reconocimiento, Simposium Serono EE. UU., 1989
- Medalla Marshall, Sociedad para el Estudio de la Fertilidad, Reino Unido, 1994
- Premio Internacional de Biología, Japón, 1996
- Doctor Honoris Causa por la Universidad de Rome, Italia,1997
- Premio al Andrólogo Distinguido, Sociedad Americana de Andrología,EE. UU.,1998
- Miembro de la Academia de Ciencias Polaca, Polonia,1998
- Premio Carl G. Hartman, Sociedad para el Estudio de la Reproducción, EE. UU.,1999
- Doctor Honoris Causa por la Universidad Universidad de Pavia, Italia,1999
- Miembro Honorífico de la Sociedad Europea para la Reproducción Humana y la Embriología,1999
- Premio al Pionero, Sociedad Internacional de Transferencia de Embriones,2000
- Miembro de la Academia Nacional de Ciencias de Estados Unidos, 2001
- Doctor Honoris Causa por la Universidad de Hokkaido, Japón, 2002
- Miembro del Hall de Honor, del Instituto Nacional de Salud Infantil y Desarrollo Humano, EE. UU., 2003
- Conferencia Donald Henry Barron , Universidad de Florida,2003
- Premio al Pionero en Investigación en Reproducción, 2012